# Rudolf Henggeler
Rudolf Henggeler OSB (* 1. November 1890 in Oberägeri als Alois Henggeler; † 21. Mai 1971 in Einsiedeln) war ein Schweizer Benediktiner und Historiker.

## Leben
Rudolf Henggeler entstammte einem der ältesten Geschlechter des Ägeritals und war der Sohn des Landwirts Wolfgang Henggeler und dessen Ehefrau Maria (geb. Blattmann), die den Hof Bethenbühl bewirtschafteten.
Er besuchte von 1904 das Gymnasium in Einsiedeln und war von 1911 bis 1912 Theologiestudent an der Universität Innsbruck.
Im August 1912 begann sein Noviziat im Kloster Einsiedeln, 1913 erhielt er seine Profess, am 14. September wurde er Subdiakon und am 22. Oktober 1916 erfolgte die Priesterweihe. Anschliessend war er vom 4. November 1916 bis 31. Juli 1929 Unterarchivar; in dieser Zeit ernannte ihn Abt Dr. Thomas Bossart vom 9. Oktober 1917 bis 23. Januar 1920 zum Katecheten in Bennau; seit 1919 war er Lehrer für Geschichte am Gymnasium in Einsiedeln sowie von 1924 bis 1929 Lehrer für Ordensgeschichte im Noviziat. 1927 erfolgte seine Ernennung zum apostolischen Notar. Nach dem Tod des Historikers Odilo Ringholz (1852–1929) übernahm Rudolf Henggeler die Leitung des Archivs.
Von 1933 bis 1934 absolvierte er ein Geschichtsstudium an der Universität Zürich, schloss dieses jedoch nicht ab.
Nach dem Tod von Norbert Flueler (1865–1941), der das Archiv übernommen hatte, folgte er diesem von 1941 bis 1968 wieder als Archivar und wurde in dieser Zeit auch zum Kanzler der Abtei ernannt. Er ordnete das Archiv der Propstei St. Gerold neu und arbeitete im Archiv des Klosters Ottobeuren und im Archiv der Ritenkongregation in Rom. In dieser Zeit wurde er 1942 Novizenprofessor als Dozent für benediktinische Ordensgeschichte und war von Oktober 1954 bis Juli 1956 Geschichtslehrer in Sarnen.

### Schriftstellerisches Wirken
Er verwaltete die verschiedenen Kunstsammlungen des Klosters Einsiedeln und leistete wissenschaftliche Beiträge zur Geschichte des Klosters, des Benediktinerordens und der Innerschweizer Geschichte. Er forschte zur Patrozinienkunde und zur religiösen Volkskunde, war Autor der Reihe Monasticon Benedictinum Helvetiae, in der er unter anderem die Professbücher der Abteien St. Gallen und Einsiedeln veröffentlichte, und war Herausgeber von Jahrzeitbüchern. Er war auch der Initiant der Neubearbeitung der Helvetia Sacra und deren erster Bearbeiter.
Sein Werkverzeichnis zählt über 750 Nummern von größeren und kleineren Arbeiten.

## Mitgliedschaften
- Rudolf Henggeler war Ehrenmitglied des historischen Vereins des Kantons Schwyz, des Zuger Vereins für Heimatgeschichte, der Heraldischen Gesellschaft der Schweiz, der Numismatischen Gesellschaft, der Schweizerischen Gesellschaft für Familienforschung, des Schweizerischen Burgenvereins und der Allgemeinen Geschichtsforschenden Gesellschaft der Schweiz.
- Seit dem 29. März 1932 war er Präsident der historischen Sektion des Katholischen Volksvereins.

## Preise
- 1959 erhielt Rudolf Henggeler den Innerschweizer Kulturpreis.

## Schriften (Auswahl)
- Der Äbte-Katalog von Pfäfers.  In: Zeitschrift für schweizerische Kirchengeschichte Band 22 (1928) S. 55–68.
- Der Totenrodel des Klosters St. Katharinenthal bei Dießenhofen. In: Zeitschrift für schweizerische Kirchengeschichte, Band 26 (1932) S. 154–188.
- Professbuch der Benediktinerabteien Pfaefers, Rheinau, Fischingen. Selbstverlag des Verfassers, Einsiedeln 1933.
- Die Henggeler Talleute zu Ägeri. 1934.
- Professbuch der Fürstl. Benediktinerabtei U. L. Frau zu Einsiedeln: Festgabe zum tausendjährigen Bestand des Klosters. Selbstverlag des Verfassers, Einsiedeln/Zug 1934.
- Der Einsiedler Mirakelbücher. Stans 1946.
- Das Benediktinerinnenkloster zu St. Lazarus in Seedorf. Frauenkloster St. Lazarus, Seedorf 1959.
- Die Höfner Geschlechter im Mittelalter. Mitteilungen des Historischen Vereins des Kantons Schwyz, Band 59 (1966) S. 127–150.